# كيث هاريسون (رياضي)
كيث هاريسون (بالإنجليزية: Keith Harrison) هو دراج بريطاني، ولد في 28 مارس 1933 في برمنغهام في المملكة المتحدة.

## وصلات خارجية
- كيث هاريسون على موقع أوليمبيديا (الإنجليزية)
- كيث هاريسون على موقع اللجنة الأولمبية البريطانية (الإنجليزية)